# Puurs (Puurs-Sint-Amands)
Puurs (fr. Puers) — dzielnica (deelgemeente) gminy Puurs-Sint-Amands w Belgii, w Regionie Flamandzkim, w prowincji Antwerpia, w okręgu Mechelen. 1 stycznia 2020 roku liczyła 9149 mieszkańców. Do 31 grudnia 2018 samodzielna gmina.

## Historia
Od 1980 roku Puurs współpracowało z Dębicą, a formalną umowę partnerską podpisało 11 listopada 1999 roku. 13 listopada 2020 roku współpraca została zawieszona, która uznaje małżeństwa osób tylko przeciwnej płci i uderza w osoby LGBT i samotne, co było powodem zawieszenia współpracy przez belgijskie miasto.